# Boreczek (Mazovie)
Pour les articles homonymes, voir Boreczek.
Boreczek (prononciation : [bɔˈrɛt͡ʂɛk]) est un village polonais de la gmina de Małkinia Górna dans le powiat d'Ostrów Mazowiecka de la voïvodie de Mazovie dans le centre-est de la Pologne.
Il se situe à environ 4 kilomètres au sud de Małkinia Górna (siège de la gmina), 17 kilomètres au sud-est d'Ostrów Mazowiecka (siège du powiat) et à 87 kilomètres au nord-est de Varsovie (capitale de la Pologne).

## Histoire
De 1975 à 1998, le village appartenait administrativement à le powiat d'Ostrów dans la voïvodie d'Ostrołęka.